# 暗红小檗
暗红小檗（学名：Berberis agricola）为小檗科小檗属的植物，为中国的特有植物。分布于中国大陆的西藏等地，生长于海拔3,200米至3,600米的地区，多生长于山坡灌丛中以及路边，目前尚未由人工引种栽培。